# Стара Лаговиця
Стара Лаговиця (пол. Stara Łagowica) — село в Польщі, у гміні Іваніська Опатовського повіту Свентокшиського воєводства.
Населення — 148 осіб (2011).
У 1975-1998 роках село належало до Тарнобжезького воєводства.

## Демографія
Демографічна структура на день 31 березня 2011 року:
|          | Загалом | Допрацездатний вік | Працездатний вік | Постпрацездатний вік |
| -------- | ------- | ------------------ | ---------------- | -------------------- |
| Чоловіки | 67      | 16                 | 46               | 5                    |
| Жінки    | 81      | 21                 | 46               | 14                   |
| Разом    | 148     | 37                 | 92               | 19                   |